# Carlos Ruesch
Carlos Ernesto Ruesch (Córdoba, 20 de octubre de 1943) es un expiloto y diseñador de automovilismo argentino.
Inició su carrera en inicios de los 60 en zonales cordobeses. En 1966 ganó la Clase B del Turismo Anexo J (Turismo Nacional) con un Renault Gordini 1093 preparado por Oreste Berta. En el TN ganó unas nueve carreras.
Luego, compró un Torino para correr en Turismo Carretera. El reglamento de 1968 permitía una gran libertad a los mecánicos de modificar los automóviles. Así que tomó la base del Torino y creó el Numa (apodado «El televisor» por su característica toma de aire que buscaba alcanzar el mínimo de altura reglamentario). Con segunda versión, el Numa II, ganó el 13 de octubre en el Autódromo de Buenos Aires.
En 1969, a raíz de los automóviles surgidos en el TC, sea creó el campeonato de Sport Prototipo Argentino. Ruesch creó una nueva versión del Numa, el IIB, con el cual compitió él y Eduardo Copello en un equipo con apoyo de Shell Argentina. Copello ganó tres carreras y se llevó el campeonato, mientras que Ruesch ganó una (Buenos Aires) y finalizó cuarto.
Al año siguiente se desarmó la asociación con Copello y Ruesch pasó a competir con un Trueno Sprint-Chevrolet. Venció en tres ocasiones (Buenos Aires, Maggiolo y Paraná) y logró el subcampeonato detrás de Néstor García Veiga, empatando en puntos con Jorge Cupeiro. Copello siguió compitiendo con el Numa algunas carreras ese año, el cual había recibido actualizaciones de Alfredo Romero, logrando un podio.
En 1971 fue llamado por el Automóvil Club Argentino para competir en Fórmula 2 Europea y en 1972 logró un podio en Pergusa con un Surtees-Ford.
Años más tarde, Ruesch compitió en Fórmula 1 Mecánica Argentina sobre un Berta-Torino, alcanzando cuatro podios y el cuarto puesto final en el campeonato 1976. En los años 80 participó en el Club Argentino de Pilotos y, por otro lado, en dos carreras de IMSA GT. Luego de esto, continuó ligado al automovilismo trabajando dentro de equipos.